# Guanhães (gemeente)
Guanhães is een gemeente in de Braziliaanse deelstaat Minas Gerais. De gemeente telt 30.638 inwoners (schatting 2009).
De plaats is de zetel van het rooms-katholieke bisdom Guanhães.

## Aangrenzende gemeenten
De gemeente grenst aan Açucena, Braúnas, Dores de Guanhães, Peçanha, Sabinópolis, São João Evangelista, Senhora do Porto en Virginópolis.